# Anne Müller (Autorin)
Anne Müller (* 5. Oktober 1963 in Flensburg) ist eine deutsche Schriftstellerin und Drehbuchautorin. Sie hat Komödien für ARD und ZDF geschrieben und bisher fünf Romane veröffentlicht.

## Leben
Anne Müller ist in Süderbrarup und Kappeln in Schleswig-Holstein aufgewachsen und lebt heute in Berlin. Sie ist die Enkelin des Philologen und Autors Hans Bürgin.
Müller studierte von 1983 bis 1990 Theaterwissenschaften, Literatur und Pädagogik an den Universitäten Erlangen, München und Bologna. Anschließend arbeitete sie als freie Radiojournalistin für verschiedene öffentlich-rechtliche Hörfunksender, als Lehrbeauftragte in Kommunikationswissenschaften an der Ludwig-Maximilians-Universität in München und als Dozentin für Kreatives Schreiben. 2000/2001 absolvierte sie eine einjährige Drehbuchklasse an der Internationalen Filmschule Köln und wandte sich ab 2004 ganz dem Drehbuchschreiben zu. Seit 2016 arbeitet Müller vorwiegend als Schriftstellerin.

## Wirken
Als Drehbuchautorin feierte sie Erfolge mit dem Fernsehfilm Tollpension, der für die ARD mit Uwe Ochsenknecht in der Hauptrolle verfilmt wurde. Hinzu kamen im ZDF die Komödien Heute keine Entlassung mit Peter Sattmann und Mariele Millowitsch sowie Familie Fröhlich – Schlimmer geht immer mit Jürgen Tarrach und Simone Thomalla.
Unter dem Pseudonym Anne Blum erschien 2016 der Roman Hasen feiern kein Weihnachten. 2018 folgte mit Sommer in Super 8 das literarische Debüt unter ihrem richtigen Namen. 2020 veröffentlichte sie den Roman Zwei Wochen im Juni. 2022 erschien unter dem Titel Das Lied des Himmels und der Meere ihr vierter Roman. 2023 veröffentlichte Müller mit Wer braucht schon Wunder den fünften.

## Auszeichnungen
- 2004: Förderpreis der Mitteldeutschen Medienförderung für den besten Kinderfilmstoff der Winterakademie 2003/2004 (Drehbuch Lilly und der Silbermond)[9]

## Werke

### Drehbücher
- 2004: Lilly und der Silbermond (nicht verfilmt)
- 2006: Tollpension
- 2009: Heute keine Entlassung
- 2010: Familie Fröhlich – Schlimmer geht immer

### Literarische Werke

#### Romane
- Hasen feiern kein Weihnachten. Berlin Verlag, Berlin 2016, ISBN 978-3-8333-1085-0.
- Sommer in Super 8. Penguin Verlag, München 2018, ISBN 978-3-328-60015-2.
- Zwei Wochen im Juni. Penguin Verlag, München 2020, ISBN 978-3-328-60109-8.
- Das Lied des Himmels und der Meere. Penguin Verlag, München 2022, ISBN 978-3-328-60192-0.
- Wer braucht schon Wunder. C. Bertelsmann Verlag, München 2023, ISBN 978-3-570-10511-5.

#### Kurzgeschichten
- Der Speckdäne. In: Begegnungen im Grenzland. Biblioteket Sønderborg, Sønderborg 2020, ISBN 978-87-971957-0-3.
- Jemandem einen Bären aufbinden. In: Neue Prosa aus Schleswig-Holstein. Edition Literaturhaus, Bd. 4, Lumpeter & Lasel, Eutin 2022, ISBN  978-3-946298-250.